# Piccalilli
Il piccalilli o India relish è un contorno britannico composto da verdure sottaceto (cavoli, zucchine, fagioli, cipolle) tagliate e mescolate con senape e spezie.

## Storia
Il piccalilli è una rivisitazione britannica dei contorni con sottaceti indiani. Un antenato di questa giardiniera comparso nel Receipt Book (ca. 1694) di Anne Blencowe e accreditato a Lord Kilmory, prende il nome di To pickle lila, an Indian pickle e si tratta di una salsa con aceto, zenzero, aglio, pepe e semi di senape. L'Oxford English Dictionary ritiene che il termine piccalilli ebbe origine durante la metà del diciottesimo secolo, quando venne menzionato da Hannah Glasse nel suo The Art of Cookery Made Plain and Easy, edito per la prima volta nel 1747. La ricetta che spiega come prepararlo, tuttavia, lo riporta come Paco-lilla and India pickle. Il contorno figura anche nei più recenti The Experienced English Housekeeper (1769) di Elizabeth Raffald con il nome To make Indian pickle, or Piccalillo e The English Art of Cookery di Richard Briggs (1788), dove invece viene nominato Picca Lillo. L'alimento compare con la sua grafia attuale in una pubblicità di un volume del Times del 1799. Il piccalilli è anche diffuso negli USA.